# Ingram, Texas
Ingram là một thành phố thuộc quận Kerr, tiểu bang Texas, Hoa Kỳ. Năm 2010, dân số của xã này là 1804 người.

## Dân số
- Dân số năm 2000: 1740 người.
- Dân số năm 2010: 1804 người.